# Логачёв, Андрей Александрович
Андре́й Александрович Логачёв (1971, Алма-Ата, СССР) — советский и казахстанский футболист.

## Футбольная карьера
Воспитанник алма-атинского футбола. Начинал карьеру в 1988 году в местном СКИФе, в том же году выступал на первенстве дублёров за «Кайрат».
С 1990 по 1991 играл в клубе второй низшей лиги первенства СССР по футболу «Ак-Канат» из Узун-Агача. Затем выступал в первенстве Казахстана по футболу за «Актау»/«Мунайши».
В 1994 играл за клуб второй лиги России «Анжи» из Махачкалы, откуда пришёл из «Актау». В 1995 году первый круг отыграл за «Кайнар-Жетысу», а со второго круга вернулся в «Мунайши». В 1997 выступал за «Актобе»..